# Walerian Serbeński
Walerian Serbeński (ur. 1865 w Budzanowie, zm. 18 sierpnia 1948 w Batowicach) – lekarz, absolwent Uniwersytetu Jagiellońskiego, sekretarz i prezes Towarzystwa Wzajemnej Pomocy Uczniów Uniwersytetu Jagiellońskiego.

## Życiorys
W 1889 roku jako student II roku medycyny otrzymał stypendium z fundacji Głowińskiego. W tym samym roku został wiceprezesem Czytelni Akademickiej. Podczas studiów na Uniwersytecie Jagiellońskim działał w Towarzystwie Wzajemnej Pomocy Uczniów Uniwersytetu Jagiellońskiego. Był skarbnikiem, a w roku akademickim 1891/92 prezesem. Po ukończeniu studiów pracował we Lwowie, gdzie od 1913 roku prowadził zakład kąpieli mineralnych i lecznicę radową.
Podczas I wojny był wykładowcą w Seminarium Nauczycielskim, prelegentem kursów Czerwonego Krzyża.
W maju 1931 został wyróżniony godnością członka honorowego Towarzystwo Szkoły Ludowej.

## Publikacje
- O naglącej potrzebie zorganizowania służby zdrowia w szkołach publicznych Lwów 1903[7]